# Argyll-Robertson-Syndrom
Das Argyll-Robertson-Syndrom (auch -Phänomen oder -Paralyse) wurde nach dem Augenarzt Argyll Robertson (1837–1909) benannt. Es handelt sich dabei um eine bestimmte Form der reflektorischen Pupillenstarre, die als typisch für die Neurolues (Befall des Nervensystems im Spätstadium einer Syphiliserkrankung) gilt.
Bei der reflektorischen Pupillenstarre ist die Reaktion der Pupillen auf Licht – meist beidseitig – erloschen. Die Konvergenzreaktion ist dagegen intakt. Beim Argyll-Robertson-Syndrom besteht zusätzlich eine Miosis (Enge der Pupillen).
Ursache der 1864 erstmals von Douglas Argyll Robertson beschriebenen Pupillenstarre ist eine Läsion des Gehirngewebes zwischen prätektaler Region und Nucleus accessorius des Nervus oculomotorius (Nucleus Edinger-Westphal). Letzterer ist der für die Pupillenverengung auf Licht verantwortliche Hirnbezirk. Der Kern selbst ist zwar intakt – nicht jedoch sein Afferenzweg, der in der erwähnten prätektalen Region verläuft.
Wie es zur Miosis kommt, ist wohl noch nicht endgültig geklärt; diskutiert wird die Läsion sympathischer Fasern.